# Гиппофоонт
Гиппофоонт (Гиппотоонт, др.-греч. Ἱπποθόων, в некоторых источниках Гиппофой, Ἱππόθοος) — персонаж древнегреческой мифологии. Сын Посейдона и Алопы. Упоминался еще Гесиодом. После рождения подкинут матерью к пастухам, пастухи показали его царю Керкиону, деду мальчика. По приказу деда вновь выброшен, но вскормлен кобылицей, а затем воспитан пастухами. Тесей, убив Керкиона, сделал Гиппофоя царем. Его святилище в Элевсине, его именем названа одна из аттических фил Гиппофоонтида, согласно Гелланику и Еврипиду.
События, связанные с появлением Гиппофоонта на свет, были показаны в нескольких древнегреческих пьесах под названием «Алопа», в числе которых трагедия Еврипида. 